# Paul Michot
Paul Charles Emile Michot (Gembloers, 19 januari 1902 - Chaudfontaine, 4 oktober 1999) was een Belgisch senator en hoogleraar.

## Levensloop
Michot promoveerde tot mijningenieur (1925) en geoloog (1927) aan de Universiteit van Luik. Hij studeerde ook in Zürich bij Paul Niggli. In 1929 werd hij hoogleraar geologie in Luik. Vanaf 1932 gaf hij de cursus sedimentaire petrografie, later die van de petrografie der magnetische gesteenten. In 1948, na het emeritaat van Paul Fourmarier, werd hij belast met de lessen algemene geologie.
Hij werd lid van de Académie royale des sciences, des lettres et des beaux-arts de Belgique. Hij was voorzitter van de academie voor het jaar 1972. Hij was actief lid van het Genootschap van Belgische geologen en van de Société royale des sciences in Luik. In 1980 ontving hij de Prix Gaudry van de Société géologique de France. Hij was ook lid van de Noorse, Nederlandse, Tsjecho-Slowaakse en Zwitserse academies voor wetenschappen.
Op 22 juni 1941 werd hij samen met Jean Terfve en andere communistische leiders gearresteerd. Hij behoorde tot een groep die de opdracht had de spoorwegen in België te ontregelen.
In 1946 werd hij verkozen tot communistisch senator voor het arrondissement Luik, een mandaat dat hij vervulde tot in 1949.
Zijn zoon Jean Michot (°1930) was eveneens geoloog en hoogleraar aan de ULB.

## Publicatie
- La Stratigraphie du Silurien de la bande de Sambre-et-Meuse, Brussel, 1934.
- Le Ruwenzori et la pénéplaine du Centre africain, 1934.
- Étude pétrographique et géologique du Ruwenzori septentrional, G. Van Campenhout, 1938.
- La géologie des zones profondes de l'écorce terrestre, Vaillant-Carmanne, 1956.
- Classification et terminologie des roches lapidifiées de la série psammito-pélitique, 1958.
- La géologie de la catazone: le problème des anorthosites, la palingenèse basique et la tectonique catazonale dans le Rogaland meridional (Norvège meriodionale), 1960.
- Le segment tectogénique calédonien belge, Brussel, 1980.
- Talrijke artikels in wetenschappelijke tijdschriften.